# Effetto Sachs-Wolfe
L'effetto Sachs-Wolfe è una proprietà della radiazione cosmica di fondo (CMB) per cui i fotoni subiscono un redshift gravitazionale rendendo lo spettro del CMB irregolare. Questo effetto è la causa principale delle fluttuazioni superiori a circa 10 gradi nella scala angolare.

## Effetto Sachs-Wolfe non integrato
L'effetto Sachs-Wolfe non integrato è causato dal redshift gravitazionale che avviene sulla superficie di ultimo scattering. L'effetto non è costante nel cielo a causa delle differenze nella densità di materia/energia all'epoca dell'ultimo scattering.

## Effetto Sachs-Wolfe integrato
Anche l'effetto Sachs-Wolfe integrato è causato dal redshift gravitazionale, però avviene tra la superficie di ultimo scattering e la Terra.
Sono due i contributi principali all'effetto integrato. Il primo avviene poco dopo che i fotoni hanno lasciato la superficie di ultimo scattering ed è causato dall'evoluzione delle buche di potenziale quando l'Universo è passato dall'epoca della radiazione a quella della materia. Il secondo si presenta molto dopo l'inizio dell'evoluzione per effetto della costante cosmologica (o, più in generale, energia oscura) o della curvatura dell'Universo se questa non è piatta. L'ultimo effetto si osserva nell'ampiezza delle perturbazioni della radiazione cosmica di fondo su grande scala e nella loro correlazione con la Struttura a grande scala dell'universo.